# ملعب لينر
ملعب لينر (بالألمانية: Lehener Stadion) هو ملعب لكرة القدم يقع في مدينة زالتسبورغ بالنمسا، بُني في عام 1952، وتبلغ السعة الأجمالية للمتفرجين حوالي 14,684 ألف متفرج،
و يعتبر المقر الرئيسي لنادي ريد بل زالتسبورغ لكرة القدم.